# Nepal Bhasa
El nepal bhasa o newar de Katmandú és un dels idiomes principals del Nepal. També se'l coneix com a:
- नेपाल भाषा (nepāl bhāśā) que literalment seria idioma nepalès,
- newar
- newah bhaye
- newarí.

Era la llengua oficial del Nepal sota la dinastia dels Malla fins al segle xviii, quan els Gurkha, dirigits per Prithivî Nârâyan Shâh, van envair la vall de Katmandú.
Malgrat que "Nepal Bhasa" significa literalment "idioma nepalès", no és la mateixa llengua que el nepalès (en devanagari: नेपाली), que és la llengua oficial del Nepal. Aquests dos idiomes pertanyen a famílies lingüístiques diferents (el Nepal Bhasa a la família sinotibetana i el nepalès, a la família indoeuropea), tot i que, a causa del contacte lingüístic durant segles, hi ha un important nombre de manlleus. Ambdues llengües són oficials a la ciutat de Katmandú.
És una de les aproximadament 500 llengües sinotibetanes, i pertany a la branca tibetano-birmana d'aquesta família. Compta amb 825.458 parlants al Nepal. És escrita des del segle xii. L'alfabet utilitzat de manera més comuna actualment per a aquesta llengua és el devanagari.
Els néwars són originaris de la vall de Katmandú (en nepalès Kathmandu , en néwar Yem ). Sota la regència dels Rânâ fins al 1950, el néwar estava prohibit i actualment és en declivi constant.

## Escriptura
El nepal bhasa és l'única llengua d'aquesta família que s'escriu actualment utilitzant l'alfabet devanagari. Històricament s'han utilitzat diversos abugides (alfabets, o alfasilabaris) per escriure en nepal bhasa, principalment el ranjana (des del segle xi fins a mitjan segle XX), però també n'hi ha d'altres, entre ells:
- brahmí
- gupta
- prachalit
- bhujimol
- devanagari
- golmol

Totes les escriptures van d'esquerra a dreta, i estan formades per dos sistemes separats de caràcters, un per a vocals i un altre per a consonants. L'alfabet brahmi és la més antiga d'aquestes escriptures. La resta de les escriptures en deriven. L'escriptura devanagari és la més usada actualment perquè és l'oficial al Nepal i perquè es fa servir extensament en la veïna Índia. L'escriptura ranjana, la més usada en èpoques antigues, està experimentant un renaixement a causa del seu reconeixement cultural recent. L'escriptura prachalit (que és similar al devanagari) també es fa servir actualment. Les escriptures brahmi i golmol gairebé ja no s'utilitzen actualment.

## Dialectes
Els dialectes principals del nepal bhasa són: * dolkhali (també conegut com a dolakha).
- sindhupalchowk pahri (també conegut com a pahri o pahari).
- totali
- citlang
- Kathmandu-Patan-Kirtipur (també conegut com a Yen-Yala-Kyepu Bhaaye (ञ - यल - क्येपु भाय्)).
- Baktapur (també conegut com a Khwapa Bhaaye (ख्वप: भाय्))
- Baglung

A més d'aquests dialectes, hi ha alguns subdialectes parlats a la vall de Katmandú i altres parts del Nepal. Aquests subdialectes es parlen en llogarrets circumdants de Katmandú, Patan, Bhaktapur, Citlang i Dolakha. El dialecte parlat a Bandipur és la forma més antiga de khwapa bhaaye. El dialecte parlat a Chainpur, Bhojpur, Terathum i Palpa es relaciona amb el de Katmandú i Patan. El dialecte parlat a Ridi, Baglung i Arughat és més proper al de Bhaktapur.

## Aspectes històrics, socials i culturals

### Distribució geogràfica
La llengua és parlada per aproximadament un milió de persones, segons el cens de 2001. Adicionalment, la parlen alguns milers de persones fora del Nepal.
- Al Nepal: vall de Katmandú (àrea metropolitana de Katmandú, àrea metropolitana de Lalitpur, Municipalitat de Bhaktapur, Municipalitat de Kirtipur, Municipalitat de Thimi), Dolakha, Banepa, Dhulikhel, Bhimphedi (Makwanpur), Panauti, Palpa, Trishuli, Nuwakot, Bhojpur, Biratnagar, Baglung, Bandipur, Birgunj, Hetaunda, i altres ciutats importants.
- A l'Índia: Sikkim, Oest de Bengala, Bettiah, Andamans.
- Al Tibet: Khasa.

### Història i desenvolupament
El newari clàssic és el nom utilitzat per a la forma literària anterior a 1850 del newar de Kathmandú. Encara que actualment no és una varietat usada col·loquialment, és una llengua origen important per als historiadors i els estudis lingüístics.
La major part de les llengües tibeto-birmanes de l'Índia i el Nepal han tingut molts segles de contacte amb les llengües indoaries, aquest veïnatge ha fet que el substantiu desenvolupi una inflexió gramatical, un tret típic de les llengües indoeuropees, però extremadament rar entre les llengües sinotibetanes. 